# Porto dos Gaúchos
Porto dos Gaúchos är en kommun i Brasilien.   Den ligger i delstaten Mato Grosso, i den centrala delen av landet, 1 100 km väster om huvudstaden Brasília. Antalet invånare är 5 448.
I omgivningarna runt Porto dos Gaúchos växer i huvudsak städsegrön lövskog. Trakten runt Porto dos Gaúchos är nära nog obefolkad, med mindre än två invånare per kvadratkilometer.